# EP Daily
EP Daily (anteriormente The Electric Playground ) es un programa de televisión de noticias diarias que cubre videojuegos, películas, programas de televisión, cómics, objetos de colección y gadgets. Creado y producido ejecutivamente por el presentador Victor Lucas y su compañía de producción de Vancouver, Columbia Británica, EP Media Ltd (anteriormente Greedy Productions Ltd), EP Daily fue un elemento básico en las ondas de radio desde su debut en septiembre de 1997. El programa continúa produciendo y publicando contenido en el canal de YouTube de Electric Playground Network.

## Sinopsis
El programa presentó avances de los próximos videojuegos, noticias de la industria de los videojuegos y entrevistas con jugadores famosos y personas de la industria de los videojuegos; así como segmentos que analizan los últimos juguetes, juegos, cómics y gadgets. Los anfitriones de EP viajan por el mundo para llevar a los espectadores a lo que hay detrás de escena del negocio global de los videojuegos, para que conozcan a los creadores de videojuegos más respetados del planeta. El programa presentó cobertura diaria desde Vancouver, Toronto, San Francisco y Los Ángeles .

## Elenco/anfitriones
El elenco actual y los corresponsales incluyen: Victor Lucas, corresponsal invitado Johnny Millenium de Happy Console Gamer
Entre los antiguos miembros del elenco, equipo y corresponsales se incluyen: Tommy Tallarico, Julie Stoffer, Jade Raymond, Geoff Keighley, Jose «Fubar» Sanchez, Ben Silverman, Steve Tilley, Donna Mei-Ling Park, Kelly Benson, Briana McIvor, Shaun Hatton, Miri Jedeikin, Scott C. Jones, Marissa Roberto, Raju Mudhar, Zoe Flower y Evangeline Lilly .
The Electric Playground comenzó como una revista de noticias en línea fundada por Victor Lucas, John Shaw y Torben Rolfsen antes de ser llevada a la televisión cuando Scott Barrett se unió al equipo en 1997, quien permaneció en el programa para dirigir las dos primeras temporadas. Al final de la segunda temporada, Scott aceptó una oferta para unirse a Shiny Entertainment, por lo que Victor asumió una triple función como productor, director y presentador del programa.

## Historia
EP Daily se emitió en G4 Canadá y City. El programa se había transmitido previamente en Canadá en Space, Razer, A Channel y OMNI.1, y en Estados Unidos en The Science Channel y G4.
The Electric Playground comenzó como un sitio web (elecplay.com) en 1995. En septiembre de 1997, el programa se estrenó en Canadá y en la costa oeste de Estados Unidos en un formato semanal de 30 minutos.
En 2002, el segmento de reseñas del programa «Reviews on the Run» se convirtió en su propio programa. Se lo conoció como Judgment Day en Estados Unidos y Reviews on the Run en Canadá. La última emisión de Judgment Day en G4 fue en diciembre de 2005. En 2010, Reviews on the Run se amplió a un formato diario. El sitio web del programa era reviewsontherun.com. Reviews on the Run finalizó en 2014 después de 13 temporadas.
El 31 de diciembre de 2006, Lucas anunció en los foros de EP Daily que Greedy Productions había cancelado su contrato con la cadena de televisión CHUM, que había transmitido Electric Playground y Reviews on the Run en SPACE y A-Channel, y había firmado un acuerdo exclusivo de dos años con Rogers Communications para transmitir los programas en G4 Canadá y luego adicionalmente en otras estaciones de televisión propiedad de Rogers. The Electric Playground se emitió sólo una vez en OMNI.1 el 3 de septiembre de 2007.
El 15 de diciembre de 2007, la serie se estrenó en City Toronto y City Vancouver transmitiendo episodios que se habían emitido en G4 Canadá.
En agosto de 2008 se estrenó EP Daily en formato diario. The Electric Playground siguió siendo semanal, cerrando la semana con videojuegos, tecnología y entretenimiento.
A partir del 1 de diciembre de 2010, EP Daily se transmite todos los días de la semana a las 8 p. m. en SCI FI Channel Australia. Esto cesó el 31 de diciembre de 2013, cuando SFTV Australia se cerró después de que los propietarios del canal no lograron llegar a un acuerdo con Foxtel, y ahora ha sido reemplazado por Syfy Australia de NBC Universal.
En septiembre de 2010, el programa regresó a Estados Unidos en las estaciones ABC de ciudades seleccionadas del país. Contó con dos especiales que se emitieron el domingo 16 de enero de 2011: «Everythings Cool Awards» y «Cool Things For 2011». Los episodios semanales comenzaron a transmitirse en septiembre de 2011. Cada episodio tiene una hora dividida en dos partes, que se transmiten consecutivamente o en horarios separados, dependiendo de la estación que transmita el programa. Los episodios diarios comenzaron a transmitirse en estaciones selectas el 3 de septiembre de 2012. A partir de enero de 2015, ninguna de las emisoras de EE. UU., incluidos los canales Reelz y Youtoo, seguían transmitiendo EP Daily en los mercados de EE. UU. Algunas estaciones estadounidenses reemplazaron EP Daily con versiones televisadas de Q a partir de septiembre de 2014.
El programa se conoció como The Electric Playground hasta julio de 2012, momento en el que el nombre se cambió a EP Daily.
A finales de 2014, Shaun Hatton abandonó la serie y Reelz decidió no renovar la serie en la cadena. El programa se suspendió en 2015.
A partir de 2016, EP Daily ya no se transmite en G4 y City. El programa continúa produciendo contenido, como segmentos diarios de Rundown y entrevistas, en el canal de YouTube de Electric Playground Network. Desde entonces, Víctor Lucas ha estado buscando nuevos socios para apoyar el espectáculo.

## Emisoras internacionales
| País           | Red(es) | Notas | Árbitro |
| -------------- | --- | --- | ------- |
| Estados Unidos | Discovery Science Channel (2001-2002), G4 (2002-2006), Sindicación (2010-2014), Youtoo TV (2012-enero de 2015), Reelz (2013-enero de 2015) | Comenzó a transmitirse episodios semanales en septiembre de 2011, la versión diaria estuvo disponible en mercados selectos el 3 de septiembre de 2012. Comenzó a transmitirse en abril de 2013 en Reelz. | [ 6 ]   |
| Australia      | SF Channel (relanzado como Syfy el 1 de enero de 2014)                                                                                     | Se desconoce si EP Daily se emitirá en Australia en 2014 |         |
| Canadá         | G4, Ciudad, Espacio (canal de TV), Razer, Canal A, OMNI 1                                                                                  | Se emitió solo una vez en OMNI.1 |         |